# Svømning under sommer-OL 2016 – 100 m rygsvømning (herrer)
100 m rygsvømning for herrer under Sommer-OL 2016 vil finde sted den 7. august - 8. august 2016. 

## Medaljefordeling
| Medaljetagere | Medaljetagere | Medaljetagere | Medaljetagere |
| ------------- | ------------- | ------------- | ------------- |
| Guld          | Sølv          | Bronze        |               |
|               |               |               |               |

## Turneringsformat
Konkurrencen blev afviklet med indledende heats, semifinaler og finale. Efter de indledende heats gik de 16 bedste tider videre til semifinalerne, hvor det blev afgjort hvilke otte tider, der var de bedste. Disse gik til finalen, hvor medaljerne blev fordelt. 

## Tidsplan
Nedenstående tabel viser tidsplanen for afvikling af konkurrencen:
| Dato      | Tid   | Runde       |
| --------- | ----- | ----------- |
| 7. august | 14:14 | Heats       |
| 7. august | 23:06 | Semifinaler |
| 8. august | 22:33 | Finale      |